# Набережний (Тоцький район)
На́бережний (рос. Набережный) — селище у складі Тоцького району Оренбурзької області, Росія.

## Населення
Населення — 298 осіб (2010; 376 у 2002).
Національний склад (станом на 2002 рік):
- росіяни — 49 %
- татари — 39 %